# Iglesia del Santísimo Nombre de Jesús (Manhattan)
 La iglesia del Santísimo Nombre de Jesús es una iglesia parroquial católica de la Archidiócesis de Nueva York localizada en el 207 Oeste de la Calle 96.ª en la esquina de la Avenida Ámsterdam en el Barrio Morningside de Manhattan, Ciudad de Nueva York. Fue construido en 1900 y estuvo diseñado por Thomas H. Poole en estilo neogótico.
Desde 1990, ha estado bajo la administración de la Orden de los Franciscanos. La parroquia tiene adosada una escuela primera y secundaria , así como un centro comunitario en el Oeste de la calle 97.ª
Desde el 8 de mayo del 2015, la parroquia está fusionada con San Gregorio el Grande.

## Historia

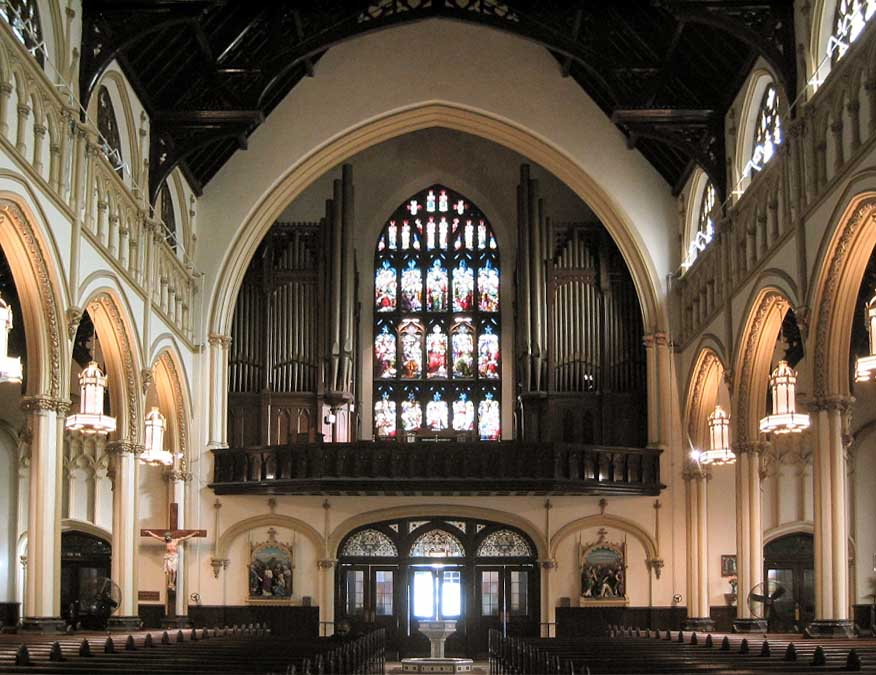
Interior de la iglesia

La Iglesia del Santo Nombre de Jesús fue organizada en 1868 en el área entonces conocida como Bloomingdale. Una iglesia de madera fue levantada en la esquina noroeste de la Calle Bloomingdale (ahora llamada Broadway) y la calle 97.ª.
Durante muchos años el pastor fue el Muy Reverendo Stephen Donahue, Obispo Auxiliar de Nueva York. En 1939, después de la muerte del Cardenal Patrick Hayes éste fue considerado como posible sucesor como arzobispo de Nueva York. Aun así, el Papa Pio XII nombró a Francis Spellman, obispo auxiliar de Boston, como sucesor de Hayes en la Sede Arzobispal. El Obispo Donahue murió en 1982.
En 1997, la iglesia sufrió un daño considerable cuando el compresor de aire del órgano se incendio durante una misa al mediodía. La iglesia entonces vio la oportunidad de renovarse, los trabajos estuvieron acabados en el 2000.

## Arquitectura
Thomas Henry Poole diseñó la iglesia actual en estilo Neogótico, la cual fue construida en etapas desde 1891 a 1900. El Torre del Campanario fue añadida en 1918. El interior es grande y se nota debido a su martillo-Techo de Martillo y Viga, Vitrales, piso de terrazo, y hermosos altares de mármol.
El órgano de M.P. Moller Compañía de Órganos de tubos Opus 6570, fue instalado en la iglesia en 1937. El instrumento contiene cuatro-manuales con 68 stops y 76 rangos. A raíz del fuego de 1997, el órgano sufrió daños por el agua y el humo y hay porciones del instrumento que hoy no son operables.

## Funciones comunitarias
La Iglesia ha tomado una función principal en dirigir asuntos de justicia social en el lado oeste de Manhattan. Bajo la dirección de Fr. Mike Tyson, la iglesia había patrocinado numerosa peticiones y tomó una función principal en cerrar una zonificación loophole que un desarrollador de tierra había explotado para la construcción de dos grandes torres de condominios. El nombre santo también organiza una Marcha Interreligiosa por la Paz cada año, además del Día de Martin Luther King Jr., junto con varias Iglesias Luteranas y Episcopales además de varias sinagogas y es el epicentro de la Organización del lado Oeste por la Paz.